# Димна
Димна (Dimnos; † 330 г. пр. Хр.) е войник на македонския цар Александър Велики, който иска да упражни атентат против него.
Димна произлиза от Кулакия и по време на похода на Александър в Азия е негов hetairos (приятел). През 330 г. пр. Хр. във Фрада (днес Фарах) заедно с множество други планува убийството на Александър. Според Квинт Курций Руф Димна не е инициатор на заговора. Димна разказва за този план на своя любовник Никомах, но неговият брат Кебалин докладва това на генерал Филота. След като генералът не предприема нищо, Кебалин намира достъп до един паж на царя, който съобщава това и имената на всички заговорници. Всички заедно с телохранителят Деметрий, са осъдени на смърт и екзекутирани.
Димна обаче се самоубива в ареста си, според Плутарх е убит от неговия пазач. Точните мотиви за заговора остават неназовани.